# Bob Courcy
Bob Courcy (né le 4 janvier 1936 à Granby dans la province de Québec, au Canada) est un joueur de hockey sur glace.  Il évolue au poste de centre.

## Carrière de joueur
Il commence sa carrière junior au sein des Canadien junior de Montréal dans la Ligue de hockey junior du Québec (LHJQ) en 1953-1954 et en 1954-1955.
Durant les saisons 1956-1957, 1957-1958 et 1958-1959, il évolue dans la Ligue de hockey senior du Québec (LHSQ), pour 3 équipes différentes : les Cataractes de Shawinigan Falls, les Saguenéens de Chicoutimi (avec qui il remporte la saison régulière) et les Lions de Trois-Rivières. Lors de sa dernière saison, il finit 3e au classement des meilleurs buteurs du championnat .
En 1959-1960, les Canadiens de Montréal, qui détiennent ses droits, l'envoie dans l'équipe des Canadiens de Hull-Ottawa en Eastern Professional Hockey League (EPHL). Il fait partie de l'élite de la ligue : 2e au classement des meilleurs buteurs, 6e au classement des meilleurs passeurs, 3e au classement des points obtenus  et désigné ailier droit dans la première équipe d'étoiles de la ligue .
Le 7 juin 1960, il est échangé  par les Canadiens de Montréal aux Black Hawks de Chicago. Pour la saison, 1960-1961, les Black Hawks l'envoient dans leur club école de la Ligue américaine de hockey (LAH), les Bisons de Buffalo. Ses débuts sont mitigés, si bien que la saison suivante, il est rétrogradé en EPHL avec les Thunderbirds de Sault-Sainte-Marie.
Pour la saison 1962-1963, il est de retour dans l'effectif élargi des Canadiens de Montréal, les Black Hawks ne lui ayant pas ré-accordé de contrat. Il joue pour deux clubs : les As de Québec en LAH et les Canadiens de Hull-Ottawa en EPHL. Il termine 4e au classement des meilleurs buteurs d'EPHL.
En 1963-1964, l'EPHL ayant mis un terme à ses activités, il est affecté à l'équipe des Knights d'Omaha dans la Ligue centrale professionnelle de hockey (LCPH). En plus de remporter la Coupe Adams avec eux, il finit 4e au classement des meilleurs buteurs et 4e au classement des points obtenus .
Il évolue pour les 3 saisons suivantes avec les Barons de Clevelland en LAH. En 1964-1965, il est le meilleur buteur et pointeur de son équipe et en 1965-1966, il finit 3e meilleur passeur et 5e meilleur pointeur de la ligue. Cette année-là, il échoue en finale de la Coupe Calder avec son équipe.
Le 6 juin 1967, lors du repêchage d'expansion de la Ligue nationale de hockey (LNH), il est sélectionné par les Flyers de Philadelphie. Il est le seul joueur parmi leur 20 choix à ne jamais avoir joué pour eux en LNH.
Il commence la saison 1967-1968 avec les As de Québec en LAH, puis est retranché en Western Hockey League (WHL) dans l'équipe des Totems de Seattle. À la fin de la saison, il remporte la Coupe Lester Patrick avec eux .
Il évolue encore deux saisons avec les Totems. En 1968-1969, il finit 3e au classement des meilleurs buteurs de la ligue et en 1969-1970, il finit 4e au classement des meilleurs buteurs, 10e au classement des meilleurs passeurs et 6e au classement des points obtenus.
De 1971 à 1974, il va disputer quatre saisons avec les Gulls de San Diego en WHL. La première saison, en 1971-1972, il remporte le classement des meilleurs buteurs et finit 6e au classement des points obtenus. En 1971-1972, il finit 6e au classement des meilleurs buteurs et en 1972-1973, il finit 9e au classement des meilleurs buteurs.
Il se retire au terme de la saison 1973-1974.

## Trophées et récompenses
- Ligue de hockey senior du Québec (LHSQ)
  - 1957-1958 – Vainqueur de la saison régulière avec les Saguenéens de Chicoutimi[1]
  - 1958-1959 – 3e meilleur buteur de la Ligue[2]

- Eastern Professional Hockey League (EPHL)
  - 1959-1960 – 2e meilleur buteur de la Ligue[3]
  - 1959-1960 – 6e meilleur passeur de la Ligue[3]
  - 1959-1960 – 3e meilleur joueur au classement par points de la Ligue[3]
  - 1959-1960 – Ailier droit de la première équipe d'étoile de la ligue[4]
  - 1962-1963 – 4e meilleur buteur de la Ligue[6]

- Ligue centrale professionnelle de hockey (LCPH)
  - 1963-1964 – Champion de la Coupe Adams avec les Knights d'Omaha[7]
  - 1963-1964 – 4e meilleur buteur de la Ligue[8]
  - 1963-1964 – 4e meilleur joueur au classement par points de la Ligue[8]

- Ligue américaine de hockey (LAH)
  - 1964-1965 –  meilleur buteur de l'équipe des Barons de Clevelland[9]
  - 1964-1965 –  meilleur joueur au classement par points de l'équipe des Barons de Clevelland[9]
  - 1965-1966 – 3e meilleur passeur de la Ligue[10]
  - 1965-1966 – 5e meilleur joueur au classement par points de la Ligue[10]
  - 1965-1966 – Finaliste de la Coupe Calder avec les Barons de Clevelland[11]

- Western Hockey League (WHL)
  - 1967-1968 – Champion de la Coupe Lester Patrick avec les Totems de Seattle[12]
  - 1968-1969 – 3e meilleur buteur de la Ligue[13]
  - 1969-1970 – 4e meilleur buteur de la Ligue[14]
  - 1969-1970 – 10e meilleur passeur de la Ligue[14]
  - 1969-1970 – 6e meilleur joueur au classement par points de la Ligue[14]
  - 1970-1971 – 1er meilleur buteur de la Ligue[15]
  - 1970-1971 – 6e meilleur joueur au classement par points de la Ligue[15]
  - 1971-1972 – 6e meilleur buteur de la Ligue[16]
  - 1972-1973 – 9e meilleur buteur de la Ligue[17]

## Transactions
- Le 7 juin 1960, il est échangé avec Reggie Fleming, Cecil Hoekstra et Ab McDonald par les Canadiens de Montréal aux Black Hawks de Chicago contre Lorne Ferguson, Terry Gray, les droits sur Bob Bailey, les droits sur Danny Lewicki et les droits sur Glen Skov [5].

## Statistiques
| Saison    | Équipe                             | Ligue |    | Saison régulière | Saison régulière | Saison régulière | Saison régulière | Saison régulière |   | Séries éliminatoires | Séries éliminatoires | Séries éliminatoires | Séries éliminatoires | Séries éliminatoires |
| Saison    | Équipe                             | Ligue | PJ | B                | A                | Pts              | Pun              | PJ               | B | A                    | Pts                  | Pun                  |                      |                      |
| 1953-1954 | Canadien junior de Montréal        | LHJQ  | 6  | 1                | 0                | 1                | 0                | -                | - | -                    | -                    | -                    |                      |                      |
| 1954-1955 | Canadien junior de Montréal        | LHJQ  | 23 | 5                | 3                | 8                | 6                | -                | - | -                    | -                    | -                    |                      |                      |
| 1956-1957 | Cataractes de Shawinigan Falls     | LHSQ  | 21 | 2                | 1                | 3                | 0                | -                | - | -                    | -                    | -                    |                      |                      |
| 1957-1958 | Saguenéens de Chicoutimi           | LHSQ  | 59 | 10               | 18               | 28               | 16               | -                | - | -                    | -                    | -                    |                      |                      |
| 1959-1960 | Canadiens de Hull-Ottawa           | EPHL  | 70 | 46               | 56               | 102              | 71               | 7                | 5 | 4                    | 9                    | 19                   |                      |                      |
| 1960-1961 | Bisons de Buffalo                  | LAH   | 67 | 14               | 13               | 27               | 10               | 1                | 0 | 0                    | 0                    | 0                    |                      |                      |
| 1961-1962 | Bisons de Buffalo                  | LAH   | 20 | 5                | 5                | 10               | 5                | -                | - | -                    | -                    | -                    |                      |                      |
| 1961-1962 | Thunderbirds de Sault-Sainte-Marie | EPHL  | 49 | 19               | 26               | 45               | 29               | -                | - | -                    | -                    | -                    |                      |                      |
| 1962-1963 | As de Québec                       | LAH   | 11 | 0                | 5                | 5                | 0                | -                | - | -                    | -                    | -                    |                      |                      |
| 1962-1963 | Canadiens de Hull-Ottawa           | EPHL  | 55 | 38               | 27               | 65               | 30               | 3                | 0 | 3                    | 3                    | 2                    |                      |                      |
| 1963-1964 | Knights d'Omaha                    | LCPH  | 70 | 36               | 46               | 82               | 46               | 10               | 6 | 8                    | 14                   | 2                    |                      |                      |
| 1964-1965 | Barons de Clevelland               | LAH   | 65 | 33               | 35               | 68               | 20               | -                | - | -                    | -                    | -                    |                      |                      |
| 1965-1966 | Barons de Clevelland               | LAH   | 72 | 26               | 60               | 86               | 10               | 12               | 5 | 2                    | 7                    | 8                    |                      |                      |
| 1966-1967 | Barons de Clevelland               | LAH   | 64 | 32               | 28               | 60               | 10               | -                | - | -                    | -                    | -                    |                      |                      |
| 1967-1968 | As de Québec                       | LAH   | 23 | 6                | 15               | 21               | 2                | -                | - | -                    | -                    | -                    |                      |                      |
| 1967-1968 | Totems de Seattle                  | WHL   | 31 | 11               | 16               | 27               | 0                | 9                | 4 | 7                    | 11                   | 6                    |                      |                      |
| 1968-1969 | Totems de Seattle                  | WHL   | 74 | 43               | 26               | 69               | 7                | 4                | 1 | 0                    | 1                    | 2                    |                      |                      |
| 1969-1970 | Totems de Seattle                  | WHL   | 73 | 40               | 49               | 89               | 17               | 6                | 1 | 4                    | 5                    | 0                    |                      |                      |
| 1970-1971 | Gulls de San Diego                 | WHL   | 72 | 48               | 41               | 89               | 17               | 6                | 1 | 5                    | 6                    | 0                    |                      |                      |
| 1971-1972 | Gulls de San Diego                 | WHL   | 70 | 34               | 37               | 71               | 17               | 4                | 3 | 0                    | 3                    |                      |                      |                      |
| 1972-1973 | Gulls de San Diego                 | WHL   | 71 | 33               | 38               | 71               | 6                | 6                | 2 | 3                    | 5                    | 2                    |                      |                      |
| 1973-1974 | Gulls de San Diego                 | WHL   | 63 | 28               | 34               | 62               | 10               | 4                | 0 | 0                    | 0                    | 0                    |                      |                      |